# Beaumont-du-Périgord
Beaumont-du-Périgord (okcitansko Bèlmont de Perigòrd) je naselje in občina v francoskem departmaju Dordogne regije Akvitanije. Leta 2009 je naselje imelo 1.128 prebivalcev.

## Geografija
Kraj leži v pokrajini Périgord ob reki Couze in njenem levem pritoku Lugassou, 29 km jugovzhodno od Bergeraca.

## Uprava
Beaumont-du-Périgord je sedež istoimenskega kantona, v katerega so poleg njegove, vključene še občine Bayac, Bourniquel, Labouquerie, Monsac, Montferrand-du-Périgord, Naussannes, Nojals-et-Clotte, Rampieux, Saint-Avit-Sénieur, Sainte-Croix in Sainte-Sabine-Born s 3.607 prebivalci.
Kanton Beaumont-du-Périgord je sestavni del okrožja Bergerac.

## Zgodovina
Beaumont je bil ustanovljen kot angleška srednjeveška bastida pod kraljem Edvardom I. leta 1272.

## Zanimivosti
- Château de Bannes iz 15. in 16. stoletja,
- Château de Luzier iz 17. in 18. stoletja,
- cerkev sv. Lovrenca in Fronta iz 13. in 14. stoletja,
- mestna vrata Porte de Luzier oz. de Lusies iz 13. in 14. stoletja, ostanek nekdanjega srednjeveškega obzidja.

## Pobratena mesta
- Rhinau (Bas-Rhin, Alzacija);